# クレヨンしんちゃん外伝 おもちゃウォーズ
『クレヨンしんちゃん外伝 おもちゃウォーズ』（クレヨンしんちゃんがいでん　おもちゃウォーズ）は、2016年11月9日よりAmazonプライム・ビデオで独占配信されているウェブアニメ。

## 概要
『クレヨンしんちゃん』25周年記念作品および、外伝シリーズ第2弾。予告編や関連記事においてはシーズン2と呼称される。前作『クレヨンしんちゃん外伝 エイリアン vs. しんのすけ』が宇宙が舞台のオリジナルストーリーだった事に対し、本作は原作コミックス第41巻に収録されている番外編「フィギュアウォーズ」を元にしたストーリーになっている。2016年11月9日よりAmazonプライム・ビデオにて独占配信。前作には登場しなかったカスカベ防衛隊がメインとなっており、逆にしんのすけ以外の野原家は出番が少ない。また、第2話では「Amazonプライムビデオ配信作品」繋がりで『仮面ライダーアマゾンズ』のアマゾンオメガとアマゾンアルファのおもちゃが登場した。

### スタッフ
監督は『ドラえもん 新・のび太の日本誕生』（2016年、監督・脚本・絵コンテ）を担当した八鍬新之介が務めており、本作は八鍬の『クレヨンしんちゃん』初参加作品となる。
シリーズ構成はうえのきみこが前作に引き続き担当しているが、第3話、第4話、第6話の脚本に関しては八鍬と共同で担当している。また、美術監督は八鍬の手がけた映画ドラえもんの監督作品で美術監督を務めた清水としゆきが登板している。清水が『クレヨンしんちゃん』で美術監督を務めるのは『クレヨンしんちゃん 嵐を呼ぶ アッパレ!戦国大合戦』（2002年）以来14年ぶりとなる。そのほか、音楽は前作の多田彰文が『新あたしンち』で共同担当した中村博が起用されている。

## ストーリー
空前の大ブームを巻き起こした特撮番組の悪役“オバーン”。オバーンフィギュアも人気を博すが、あっという間に人気は廃れ、売れ残ったフィギュアは処分されてしまう。そんなある日、捨てられたオバーンフィギュアに稲妻が落ち、命を宿す。自分を捨てた人間達への復讐に燃えるオバーンとおもちゃ達。それに立ち向かうカスカベ防衛隊との戦いが始まる。

## 本作のキャラクター
オバーン
『チューコーネン仮面』の悪役である美魔女怪人。悪役だが主人公のチューコーネン仮面より強くインパクトがあったため、人気が高い。また、美容グッズを開発して視聴者に売るという一面もある。
人気の低下により売れ残ってしまい、処分されようとした一体に稲妻が当たったことで動けるようになった。人間達への復讐を計画しており、あらゆるおもちゃに命を与えて洗脳する力を持つ。
「バッチグー」「OK牧場」など、古い言葉を随所に使う。視聴率0%のはずの誰にも見られたくない最終回「さよならオバーン」をしんのすけに見られたため、しんのすけを敵視している。その内容とは「作品自体の人気はないがキャラクターグッズが飛ぶように売れたことに味をしめ、人気回復を狙ったスタッフが後付けで追加したモデルチェンジでへそを押すと『美老婆怪人オオババーン』という老婆の姿に変わり、無力化してしまう」というものでオバーンが人間に復讐する原因となった。最後はしんのすけやアクション仮面、チューコーネン仮面の説得や洗脳したはずのおもちゃ達と仲良くなったカスカベ防衛隊の様子を見て悪事をやめた。ワーガマーマをマリオネッコに奪われ無力化した為、弱気になるもチューコーネン仮面の告白を受け入れ、最初で最後の共同戦線を張る。
チューコーネン仮面
『チューコーネン仮面』の主人公で本作のキーパーソン。マントとマスクを着けたおじさんの姿をしている。劇中内での本名は「尾仲 多留夢（おなか たるむ）」。三葉食品で働くサラリーマンでカップラーメンが大好物。決め台詞は「バーニングチャージ！」。こちらも人気の低下により売れ残ってしまい処分されたが、オバーン同様稲妻に当たった事で動けるようになった。
オバーンの宿敵でヒーローは常に子供の味方ということもあり、子供達を憎んでいるおもちゃ達の中で唯一しんのすけ達の味方だが、戦闘力は大したことはなく作中でもオバーンに勝ったことがない上に、主人公でありながら物語の途中から出番が減少したりと扱いが悪かった。得意技は「コレステロールバリア」、「ゴマスリアタック」、「加齢臭トルネード」。
また、味方になった本当の理由は今まで一度もオバーンに勝てなかったから、しんのすけ達と手を組んでオバーンを倒したいためである。そのため、相手が強いとしんのすけに頼ろうとし、逆に勝てそうな勝負なら強気になるなどヒーローとしては情けなすぎるが、罠にハマったしんのすけを助けようとしたり、上記のように寝返った振りをしたが絶対に悪の味方にならない、事件を起した宿敵のオバーンを見捨てず助けるなどヒーローらしい部分もあり、もえPに騙されて「おもちゃになる契約書」にハンコを押す事を勧められた風間やその言葉を信じたしんのすけ達にハンコと契約書の怖さを教えるなど、大人らしい一面を見せた。
実はオバーンに好意を抱いており、最終決戦でそのことを告白。ワーガマーマを止める為、オバーンと共に「自分達の真の最終回」と称し、他のおもちゃ達と力を合わせてワーガマーマを倒した。
マリオネッコ
オバーンの手下。猫の姿をしたマリオネットで、表向きはちんだらけの案内係。「ボンジョルーノ」「バンビーナ」や、語尾の最後から二番目の言葉を伸ばすなど、イタリア語かぶれの話し方をする。当初は気さくに振舞ったが再登場後は態度をガラッと変え、子供達に多額の金（一億円）を要求し、マシンを使わせなかったり、人間達を「モチャモチャ爆弾」を使って野原一家やマサオの母・鳩ヶ谷夫妻をおもちゃに変えるなど本性は性悪。真の目的は「ワーガマーマを我が物にして世界を支配すること」で、復讐心に駆られるオバーンをも手駒として利用していた。また、しんのすけ達が借りようとした『チューコーネン仮面』の最終巻も彼が借りており、ワーガマーマの主人としてしんのすけ達を攻撃するなど本作の真の悪役である。ワーガマーマでしんのすけを苦しめるも最後はおもちゃ達の力によってワーガマーマの力を封じられてしまい、アクション仮面のアクションビームでワーガマーマ共々消滅した。
ガリガリ博士
オバーンの手下。ネジ巻き人形の姿をした科学者。ワーガマーマを開発した人物でもある。人間を見るのが久しぶりだったため興奮しているらしく、しんのすけから「変態のおじさん」と呼ばれた。敵に対しても丁寧口調で話し、ゼンマイ式に見えるが実はバックすることで加速することができる。しんのすけとチューコーネン仮面に駆けっこ勝負を挑み、途中で二人を落とし穴に落とそうとするも出られなくなり、二人に助けられるもその恩を仇で返し、あと少しでゴールしそうになるも飛行するチューコーネン仮面から離れたしんのすけに背中のネジを巻かれて、逆転負けする。その正体はオルゴールで、勝負の後に「楽しい…」と呟き、動かなくなったと思われたが最終話ではしんのすけの元に駆けつけ、しんのすけの思わぬことで「子供達の遊び心がおもちゃに力を与え、おもちゃはその力を増幅できる事」をアクション仮面達に教えた。
アクション仮面ゴールド
しんのすけがちんだらけで貰ったおもちゃ。姿や声は通常のアクション仮面と同じだが、実はオバーンの手下。しんのすけのおもちゃを奪い、アクション仮面とカンタム達を洗脳するのが目的（当初のアクション仮面人形は復讐に反対していたがオバーン達に再度洗脳され、モチャモチャ計画に賛同された）。一方でおもちゃとして遊んでくれた為か、他のおもちゃ共々、去り際に名残惜しさを見せている。その後、登場しなかった。
アクション仮面人形
しんのすけの一番のお気に入りの人形。アクション仮面ゴールドが来るまでは大事にされた為、誰よりもオバーンの洗脳に抵抗し、おもちゃ達に復讐を止めるように説得するもオバーンによって強力な洗脳されてしまう。しかし、しんのすけの呼びかけで動揺する場面があり、それによりさらに強力な洗脳をかけられるも正気を取り戻す為に寝返ったふりをしたチューコーネン仮面に苦しんでいるしんのすけを見て、一緒に過ごしてきた日々を思い出し、完全に正気を取り戻し、オバーンに苦戦しながらも勇敢に立ち向かったり、カスカベ防衛隊と遊ぶおもちゃ達をオバーンに見せ、復讐をやめさせ、しんのすけと共闘してワーガマーマを倒した。
カンタム人形
しんのすけのお気に入りの人形の一つ。アクション仮面とは異なり、オバーンの策略で自分達に興味をなくしたしんのすけを見たことを付け込まれ、おもちゃ達の復讐に加担し、アクション仮面の説得を拒否する。終盤でカスカベ防衛隊と遊んだことで復讐心がなくなり、アクション仮面の説得を拒否したことを謝った。
もえP人形
風間のお気に入りの人形でその中の一つが一番レアの自分に夢中になった風間に寂しさを抱いていたことをオバーンに付け込まれ、洗脳される。序盤は好戦的な部分を見せていたが中盤から風間の自分への想いを利用し、オバーンの奴隷になる契約書にサインさせるなど狡猾さを見せた。終盤はカスカベ防衛隊と和解し、一緒に遊んでおり、ワーガマーマを止めるため、他のおもちゃ達と共闘した。
またスパイであった一番レアなもえPも他のおもちゃ同様名残惜しさを感じており、別れ際に指でキスをして去って行った。
ミカちゃん
ネネの家にあったドール人形。ネネがおままごっとセットに夢中になった為、ベットの下にほったらかしにされていた。オバーンに命を与えられ、復讐計画に賛同するよう洗脳された。世界人形界のレジェンドと呼ばれているらしく性格も性悪で腹黒い。TGC（東京23区内のそこそこ中流家庭の彼の実家に行くことになったからには義理の母になるかもしれない人に気に入られたいコーディネイト）対決では、清潔感のある感じの良い女の子を演じて審査員に媚びるも審査員に賄賂を渡したネネに敗北した。最終話ではネネ達の元に駆けつけ、助けに来る。
青ひげ
マサオの家にあったおもちゃ。長いこと棚の上に置きっぱなしにされた為、蜘蛛の巣が引っ付いている。オバーンに命を与えられ、復讐計画に賛同するよう洗脳された。「一つ、人より髭が濃い。二つ、不思議と髭が濃い、三つ、ミラクル髭が濃い」がキャッチフレーズで海賊船を舞台にたくさんの部下を引き連れ、「第1回マサオクライシス」で恨みを晴らすためにマサオを人質にし、鮫の餌にする為ボーちゃんに勝負を挑むも、あと一歩の所でおもちゃだった頃の記憶がフラッシュバックした事で戦意を喪失。髭が真っ白になり、敗北を認めた。最終話ではミカちゃん同様マサオ達の元に駆けつけ、助けに来る。

## 用語
ちんだらけ
とある場所に新しくオープンしたおもちゃ店。店名は「まんだらけ」をもじっている。最初はオープン記念で好きなおもちゃを無料で提供したが、実はどのおもちゃも子供達のおもちゃを奪うためのスパイであり、無料提供したのも「おもちゃを奪われた子供達を禁断症状に落とすための策」だった。その後は多額の金を要求し、おもちゃを与えず、更に追い討ちをかけるようにCMを流すことでボーちゃん以外の子供達を禁断症状に落とした。
チューコーネン仮面
正義の味方である中高年のおじさんと悪役である中高年のおばさんが戦う特撮番組。「正義の味方なのに一度も悪役に勝ったことがない、オバーンがメイン、戦闘シーンの合間に通販コーナーが挿入される、放送時間がコロコロ変わる」などお世辞にも良いものとは言えない番組だが、なぜかアクション仮面並の人気だったらしい。しかし人気があったのは一時期だけだった事から「特撮界の一発屋」と言われている。
DVDは全6巻で悪役のオバーンの人気が高かったため、表紙はほとんどオバーンのコスプレ姿で占められている。
モチャモチャ計画
オバーンが実行しようとしている計画。その内容は「モチャモチャ爆弾で人間をおもちゃに変える」というもの。この計画によりシロはロボット、みさえはブーブークッション、ひろしは笑い袋、ひまわりは起き上がりこぼし人形、マサオの母はでんでん太鼓、鳩ヶ谷夫妻はマラカスにされた。
ダダエネルギー
おもちゃが欲しくて禁断症状を起こした子供達が、手足を打ち付けて駄々をこねるときに発生するエネルギー。
街の地下に埋められたケーブルを通じてちんだらけに集められている。おもちゃよりも石が好きなボーちゃんだけは助かり、おもちゃに取り憑かれたしんのすけ達を正気に戻した。
オバーンが悪事をやめた時はあと一ゲージで満タンになる所で止まっていたが、カスカベ防衛隊とおもちゃ達が遊んでいるのを見たしんのすけが駄々をこねた結果、満タンになってしまった。
ワーガマーマ
ダダエネルギーがシステムのメーターを満たした時に目覚めるおもちゃ兵器。チューコーネン仮面によると「目覚めると7日で世界がおもちゃに変わる」と言われている。その姿は赤ん坊そのものでガラガラで制御できる。口から放たれるビームは浴びたものを全ておもちゃに変えてしまう。力は強大だが知能は赤ん坊と同じなので、しんのすけのおバカな行動を真似したりする。最後はチューコーネン仮面と改心したオバーン・おもちゃ達の力によって生み出されたオシャブリングでビームを封じられ、アクション仮面のアクションビームでマリオネッコ共々消滅した。

## キャスト
- しんのすけ - 矢島晶子
- みさえ - ならはしみき
- ひろし - 森川智之
- ひまわり、ワーガマーマ - こおろぎさとみ
- 風間くん - 真柴摩利
- ネネちゃん - 林玉緒
- マサオくん - 一龍斎貞友
- ボーちゃん - 佐藤智恵
- 風間くんのママ - 玉川砂記子
- ネネちゃんのママ - 萩森侚子
- マサオくんのママ - 大塚智子
- ヨシりん - 阪口大助
- ミッチー - 大本眞基子
- アクション仮面 - 玄田哲章
- カンタムロボ - 大滝進矢
- もえP - 野川さくら
- オバーン - 井上喜久子
- チューコーネン仮面 - 茶風林
- マリオネッコ - 吉野裕行
- ガリガリ博士 - 浦山迅
- 親、ミカちゃん - 永島由子
- 青ひげ - 町田政則
- ナレーション[5] - 山口りゅう
- ナレーション[6] - 青森伸
- バイト - 古川裕隆
- 催眠ボイス、バニー - いのくちゆか
- ネズミ、サメ - 松本健太
- 司会者 - 森久保祥太郎

## スタッフ
- 原作 - 臼井儀人（らくだ社）
- 連載 - 双葉社、まんがタウン
- シリーズ構成 - うえのきみこ
- キャラクターデザイン・総作画監督 - 末吉裕一郎
- 作画 - 荒川眞嗣、大武正枝、尾鷲英俊、原勝徳 他
- 動画検査 - 小原健二（第1-4話）、北村知子（第5・9・11話）、八木綾乃（第6・8・10・12・13話）、秋吉育子（第7話）
- 色彩設計 - 今泉ひろみ
- 色指定 - 山﨑大輔（第1-4・6・8・10・11・13話）、渡邊絵梨（第5話・9話）、鷲見淳兵（第7・12話）
- 仕上 - ライトフット
- 美術監督 - 清水としゆき
- 背景 - アトリエローク07
- 撮影監督 - 廣地研二（第1-10話）→ひろちけんじ（第11話）
- 編集 - 岡安プロモーション、中葉由美子
- ビデオ編集 - 東京現像所、金沢佳明、松岳孝明
- 制作デスク - 中島進、菊地一成
- 制作進行 - 伊藤貴徳（第1・2話）、櫻井洋介（第3・4・11・12・13話）、紙谷泰吏（第5・6話）、鈴木裕介（第7・8話）、岩岡夢子（第9・10話）
- 音響監督 - 浦上靖之
- 音響制作 - AUDIO PLANNING U
- ミキサー - 田口信孝
- アシスタントミキサー - 鶴巻慶典
- 音響制作デスク - 土屋枝穂
- 音響効果 - 松田昭彦（フィズサウンド・クリエイション）
- 音楽 - 中村博
- 音楽制作 - イマジン、齋藤裕二、鈴木啓之
- メインタイトルロゴ - 村井香里（タイムマシン）
- 協力（第2話） - 『仮面ライダーアマゾンズ』製作委員会（石森プロ、東映）
- 音楽協力 - テレビ朝日ミュージック
- 渉外担当 - 小久保聡（テレビ朝日）
- 事業プロデュース - テレビ朝日アニメプロジェクト
- プロデューサー - 松久智治、中世古裕美（テレビ朝日）、吉田有希、荒木元道（シンエイ動画）
- 監督 - 八鍬新之介
- 配信元 - Amazonプライムビデオ
- 製作 - テレビ朝日、シンエイ動画

## 各話リスト
| 話数         | サブタイトル                | 脚本                    | 絵コンテ   | 演出     | 作画監督          | 配信日         |
| ------------ | --------------------------- | ----------------------- | ---------- | -------- | ----------------- | -------------- |
| エピソード1  | ちんだらけ                  | うえのきみこ            | 八鍬新之介 | 山口晋   | 荒川眞嗣          | 2016年 11月9日 |
| エピソード2  | アクション仮面ゴールド      | うえのきみこ            | 八鍬新之介 | 山口晋   | 中野彰子          | 11月16日       |
| エピソード3  | DADA                        | 八鍬新之介 うえのきみこ | 八鍬新之介 | 大嶋博之 | 小田多恵子        | 11月23日       |
| エピソード4  | オバーン                    | 八鍬新之介 うえのきみこ | 八鍬新之介 | 大嶋博之 | 小林一三          | 11月30日       |
| エピソード5  | 逃げろ                      | うえのきみこ            | 八鍬新之介 | 花上将吾 | 和泉絹子          | 12月7日        |
| エピソード6  | チューコーネン仮面          | 八鍬新之介 うえのきみこ | 八鍬新之介 | 花上将吾 | 尾鷲英俊          | 12月14日       |
| エピソード7  | 電車でちんだらけ            | うえのきみこ            | 鈴木大司   | 鈴木大司 | 中野彰子 和泉絹子 | 12月21日       |
| エピソード8  | VS.エクスペンタブルズ       | うえのきみこ            | 山口晋     | 鈴木大司 | 針金屋英郎        | 12月28日       |
| エピソード9  | ひみつのデート              | うえのきみこ            | 山口晋     | 山口晋   | 間々田益男        | 2017年 1月4日  |
| エピソード10 | ハンコ                      | うえのきみこ            | 小林一三   | 山口晋   | 荒川眞嗣          | 1月11日        |
| エピソード11 | アクション仮面VS.しんのすけ | うえのきみこ            | 八鍬新之介 | 今泉賢一 | 尾鷲英俊          | 1月18日        |
| エピソード12 | さよならオバーン            | うえのきみこ            | 八鍬新之介 | 今泉賢一 | 針金屋英郎        | 1月25日        |
| エピソード13 | 最終回                      | うえのきみこ            | 八鍬新之介 | 今泉賢一 | 原勝徳            | 2月1日         |

## 主題歌
エンディングテーマ「オラはにんきもの 25thMIX」
作詞 - 里乃塚玲央 / 作曲 - 小杉保夫 / 編曲 - 前山田健一 / 歌 - のはらしんのすけ（声 - 矢島晶子）
劇中歌「ライク・ア・オバージン」（第4話）
作詞 - 八鍬新之介 / 作曲・編曲 - 中村博 / 歌 - 井上喜久子
劇中歌「MASKED MIDDLE AGE」（第6話）
作詞 - 八鍬新之介 / 作曲・編曲・歌 - 中村博
この他、クレジットされていないが第2話でアクション仮面ゴールド（声 - 玄田哲章）が「ラヴ・イズ・オーヴァー」（1979年）を歌唱している。

## DVD
- 2017年8月29日にバンダイビジュアルより発売。